# Karl-Johan Lundström
Karl-Johan Lundström, född 26 augusti 1987 i Tvärålund, är en svensk före detta ishockeyspelare.
Lundström inledde sin seniorkarriär som 17-åring i moderföreningen Vindelns HF i Division 2 säsongen 2002/2003. Året därpå bytte Lundström klubb till Division 1-laget Vännäs HC. Till den efterföljande säsongen anslöt sig Lundström till IF Björklöven för spel i J20 SuperElit och gjorde sedan under säsongen 2006/2007 sin första säsong i Hockeyallsvenskan.
Efter fyra säsonger i Björklöven skrev Lundström på ett två-årskontrakt med IF Sundsvall Hockey och beskrevs med orden: "Kalle är ett fysiskt praktexemplar med fin skridskoåkning och han kommer med all säkerhet att dra ned både en och annan applåd för sina vältajmade open-ice tacklingar". Efter de två säsongerna i Sundsvall meddelade Björklöven att Lundström återvänder till klubben med ett två-årskontrakt.
Den 5 januari 2012 gjorde Lundström Elitseriedebut för Modo Hockey under ett lån från Björklöven. Den 18 januari 2012 meddelade Modo att man åter igen lånar in Lundström för matcherna mot HV71 och Färjestads BK. Inför säsongen 2013/2014 förlängde Lundström sitt kontrakt med Björklöven med ytterligare två år.
Den 17 mars 2015 avslutade Lundström sin spelarkarriär för att koncentrera sig på studier till civilingenjör inom teknisk fysik.
Karl-Johan är yngre bror till den före detta ishockeyspelaren Per-Anton Lundström.